# 목도 (울주군)
목도(目島)는 울산광역시 울주군 온산읍 방도리에 목도마을 앞 해상에 떠 있는 14,876m²(4,500평)의 작은 섬이다. 동물의 눈과 같은 형상이라 하여 목도라는 이름이 붙었다고는 하나, 280m 정도 거리를 두고 떨어져 있는 목도마을의 이름을 땄다는 얘기가 더 신빙성 있어 보인다. 옛날에는 대나무가 많이 자라 대섬(竹島)으로도 불렸는데, 지금은 대나무 대신 동백나무가 울창한 숲을 이루고 있다. 덕분에 지금은 동백섬으로 더 잘 알려져 있다. 이 곳의 동백나무에는 옛날 울릉도의 동백열매가 파도를 타고 표류하여 목섬에 닿은 것이 싹이 돋아 온 섬에 퍼지게 됐다는이야기가 전해져 온다.
동백섬이란 이름은 사실 훨씬 오래 전부터 쓰여온 것으로 보인다. 세종 실록지리지가 이 섬을 가리켜 동백도라 하였고, 동국여지승람에도 동백꽃이 섬에 꽉 찼으므로 동백도라 불리었다고 적혀 있다. 동백나무와 함께 잘 자란 참등나무, 후박나무, 봄보리수나무 등의 상록수가 섬의 아름다움을 한층 더해주고 있다. 울주 목도 상록수림은 천연기념물 제65호로 지정되어 그 가치를 인정받았다. 처용설화가 살아 숨쉬는 듯한 처용암이 인근에 있어 함께 찾아보면 의미있는 여행이 될 것이다.

## 개요
울산광역시 울주군의 온산읍 방도리에 위치한 섬이다. 그 형상이 물고기의 눈처럼 생겼다고 하여 목도라고 부른다. 조선시대에는 동백도라고 부르던 섬인데, 『신증동국여지승람』(울산)에 "동백도(冬柏島) 고을 남쪽 30리에 있다. 동백이 섬에 가득하기 때문에 이렇게 이름 지었다."라는 기록이 있고, 『대동여지도』에도 섬이 묘사되어 있다.
면적 15.05km2이며, 육지로부터 200m 떨어져 있다. 동백나무가 섬에 가득하여 동백도라고도 하는데, 《세종실록지리지》나 《동국여지승람》, 울산의 각종 읍지 등에도 동백도로 나온다. 울릉도의 동백나무 종자가 조류를 타고 내려와 이곳에 닿아 자라기 시작했다는 이야기도 전한다.
일제강점기에는 일본인들이 동백나무를 "シバキ"라 하여 "椿"자를 쓰는 데에서 오칭하여 춘도(椿島)라고 하였으나 이는 잘못된 이름이다. 목도라는 이름은, 대개 육지와 가까운 섬 사이를 목(項)이라 하여 마을을 목도(項島)라고 했다가 이후 주민들이 쓰기 쉽도록 목도(目島)로 바꾼 것으로 추정하고 있다.
신라 때에는 대나무를 많이 길렀다고 하며, 임진왜란과 병자호란 때에는 주민들이 대나무 화살을 만들어 나라에 바치기도 했다고 한다. 그러나 그후 대나무는 점점 자취를 감추었고, 지금은 동백나무·후박나무 등 각종 상록수들이 무성하여 천연의 절경을 이루고 있다. 동해안 지역에 유일하게 조성된 상록수림이라는 학술적 가치를 인정받아 목도의 상록수림은 1962년에 천연기념물 제65호로 지정되었다.
현재 이 섬에는 후박나무·동백나무·사철나무·다정큼나무·송악 등이 흔하게 자라고 있으며, 벚나무·팽나무·쥐똥나무·자귀나무·두릅나무·찔레꽃·구기자나무·개산초·칡·노린재나무·멍석딸기·인동·등나무·청가시덩굴·감나무·담쟁이덩굴 등 많은 식물류가 자라고 있다.

## 명칭 유래
‘목도(目島)’라는 명칭은 섬 모양이 마치 물고기의 눈처럼 생겼다고 하여 부르게 된 것으로 전해지며, 조선시대에는 동백이 섬에 가득하여 동백도라 부르기도 하였다. 그 형상이 물고기의 눈처럼 생겼다고 하여 목도라고 부른다. 조선시대에는 동백도라고 부르던 섬인데, 『신증동국여지승람』(울산)에 "동백도(冬柏島) 고을 남쪽 30리에 있다. 동백이 섬에 가득하기 때문에 이렇게 이름 지었다."라는 기록이 있고, 『대동여지도』에도 섬이 묘사되어 있다. 『조선지지자료』에는 목도(目島)로, 『조선지형도』(장생포)에는 죽도(竹島)로 각각 기록하고 있다. 또 섬에 춘백(椿栢)이 가득하다고 하여 춘도(椿島)라고도 부른다. 특히 목도 상록수림(천연기념물 제63호)은 온산공단이 건설되면서 지금은 접근할 수 없게 되었다.

## 자연환경
울산광역시 울주군 온산읍 방도리에서 약 300m 떨어진 무인도이다. 사암 등의 중생대 퇴적암으로 방패 모양의 순상지형 고도 약 10m이며, 면적은 약 1만 5047m2, 둘레 440m이다. 동해안 지역에 유일하게 조성된 상록수림 지역이다. 후박나무·동백나무·사철나무·다정큼나무·송악 등 상록수들이 무성하게 자라고 있으며 다양한 식물류가 풍부하게 서식하고 있다.

## 현황
예전에는 목도에 대나무가 많아 임진왜란과 병자호란 때 주민들이 대나무 화살을 만들어 나라에 바치기도 하였다. 시간이 지나면서 대나무는 점점 사라지고 지금은 동백나무·후박나무 등 각종 상록수림이 자라 천연의 절경을 이루고 있다. 동해안 지역에 유일하게 조성된 울주 목도 상록수림(蔚州目島常綠樹林)은 1962년 12월 7일에 천연기념물 제65호로 지정되었다. 현재는 사람이 살고 있지 않은 무인도이나 목도 내에 선박 접안 시설물, 오래된 우물, 계단 등이 있어 예전에는 사람이 살았던 것으로 보인다. 온산항으로부터 1.4km 떨어져 있다.

## 같이 보기
- 울주 목도 상록수림 - 대한민국의 천연기념물 제65호